# Sideman
Zasugerowano, aby zintegrować ten artykuł z artykułem Muzyk sesyjny. Nie opisano powodu propozycji integracji.
Sideman ['saidmn] (ang. człowiek na boku), inaczej muzyk towarzyszący – najczęściej profesjonalny, który występuje, bądź nagrywa z zespołem nie będąc formalnie jego członkiem. Od sidemanów oczekuje się często umiejętności adaptacji wielu różnych stylów muzycznych uprawianych przez daną grupę, co pozwala im na szybkie i płynne dostosowanie się do jej stylu grania. Sideman nie musi być jednak postacią mało znaną – wielu z nich osiągnęło sukces i cieszyło się wielkim zainteresowaniem w środowiskach muzycznych. Niektórzy jednak rezygnują z tej roli i zakładają własne zespoły, tak stało się w przypadku Johna Lennona, Paula McCartneya, Georga Harrisona i Pete'a Besta, którzy grali jako sidemani u Tony’ego Sheridana zanim założyli własny, słynny później zespół The Beatles.

## Sidemani
- Jimi Hendrix, muzyk rockowy, karierę zaczynał jako sideman występując u boku Little Richarda, The Isley Brothers, Kinga Curtisa, Ike'a i Tiny Turner[1].
- Eric Clapton, gitarzysta bluesowo-rockowy, który grał w Delaney & Bonnie and Friends
- Bill Evans, pianista jazzowy
- Miles Davis, amerykański trębacz jazzowy
- Bradley Joseph, amerykański pianista (Yanni, Sheena Easton)
- David Murray, amerykański saksofonista jazzowy
- Wojciech Pilichowski, polski basista
- Wojciech Olszak, polski pianista i klawiszowiec[2]
- Michał Grymuza, polski gitarzysta[3]
- Michał Dąbrówka, polski perkusista[4]
- Adam Bieranowski polski pianista i klawiszowiec[5]